# کاررو
کاررو روستایی در استان ریفت والی، کنیا می‌باشد.